# Baierbach
Baierbach település Németországban, azon belül Bajorországban. Lakosainak száma 790 fő (2023. december 31.). Baierbach Neufraunhofen, Hohenpolding, Vilsheim, Altfraunhofen és Geisenhausen községekkel határos.

## Népesség
A település népessége az elmúlt években az alábbi módon változott:
| Lakosok száma | 635  | 874  | 609  | 606  | 773  | 786  | 806  | 766  | 794  | 790  |
|               | 1875 | 1950 | 1975 | 1987 | 2012 | 2014 | 2016 | 2017 | 2021 | 2023 |